# Luigi Mattei
Luigi Mattei (zemřel 1675) byl italský vojenský generál a markýz de Belmonte. Během 17. století velel papežským vojskům Urbana VIII. (Barberini) a Inocence X. (Pamphili) během válek o Castro.

## Životopis
Mattei byl druhým synem Asdrubale Mattei, markýze di Giove, z rodu Mattei a jeho manželky Costanza Gonzaga z rodu Gonzaga. Jeho starší bratr Girolamo Mattei se stal vévodou z Giove. Byl synovcem Ciriaco Mattei a kardinála Girolamo Mattei.
Je uváděn jako baron Mattei, markýz a polní maršál papežské armády. Je však pravděpodobnější, že to byl prostě zkušený vojenský vůdce, byl věrný papeži Urbanu VIII. a jeho nástupci Inocenci X.

## Vojenská kariéra
Koncem 30. let 17. století se papež Urban a jeho synovci Antonio a Francesco Barberini dostali do konfliktu s vévodou Odoardem I. Farnese, který vedl k první válce o Castro. V roce 1641 byl Mattei jmenován generálporučíkem papežských vojsk a dostával měsíční plat 343 scudi. Dne 12. října vedl 12 000 vojáků pěchoty a 3 000 jezdců proti opevněnému městu Castro, které bylo pod kontrolou Odoarda I. Farnese. Ačkoli se odhaduje, že vévoda nashromáždil podobně velkou armádu, Matteiho síly se setkaly s velmi malým odporem a město se brzy vzdalo. Matteiho vítězství u Castra bylo zvěčněno v hudebním díle Marca Marazzoliho.
Mattei pravděpodobně velel své vlastní stálé armádě s přibližně 4000 vojáky. Po počátečním kontaktu s armádou Farnese vojáci Luigiho opustili většinu papežské armády. Byli zapojeni do dalších potyček, zatímco zbývající papežští vojáci se vrátili na bránit Řím. Papežské a Barberiniho síly utrpěly řadu rozhodujících porážek a papež Urban VIII. byl nakonec nucen souhlasit s podmínkami smlouvy s Farnesem, aby zastavil konflikt.
Když Ranuccio II. Farnese odmítl zaplatit dluhy, které podle smlouvy ukončující první válku o Castro byl povinen uhradit, vyslal papež Inocenc X. vojsko k opětovnému obsazení města. Vévoda vyrazil napadnout papežovu armádu, ale byl zastaven Luigim Matteim. Vojáci papeže Inocence X. na jeho příkaz srovnali Castro se zemí. Město už nebylo nikdy obnoveno. Tím byla ukončena i druhá válka o Castro.